# Heide (Overath)
Heide ist ein Ortsteil von Heiligenhaus in der Stadt Overath im Rheinisch-Bergischen Kreis in Nordrhein-Westfalen, Deutschland.

## Lage und Beschreibung
Der von Feldern und Wald umgebene Wohnplatz Heide liegt nahe dem Kerngebiet von Heiligenhaus und dem Fußballplatz des HSV (Heiligenhauser Sportverein) an der Bundesautobahn A4 und ist über die Heidestraße zu erreichen. Orte in der Nähe sind Stich, Mittelbech, Oberbech und  Kleinschwamborn.

## Geschichte
Die Topographia Ducatus Montani des Erich Philipp Ploennies, Blatt Amt Steinbach, belegt, dass der Wohnplatz bereits 1715 eine Hofstelle besaß, die als Heiden beschriftet ist. Carl Friedrich von Wiebeking benennt die Hofschaft auf seiner Charte des Herzogthums Berg 1789 als Heyd. Aus ihr geht hervor, dass der Ort zu dieser Zeit Teil der Honschaft Löderich im Kirchspiel Overath war.
Der Ort ist auf der Topographischen Aufnahme der Rheinlande von 1817 als Heide verzeichnet. Die Preußische Uraufnahme von 1845 zeigt den Wohnplatz ebenfalls unter dem Namen Heide. Ab der Preußischen Neuaufnahme von 1892 ist der Ort auf Messtischblättern regelmäßig als Heide verzeichnet.
1821 lebten 15 Menschen im als Pachtgut kategorisierten Ort, der nach dem Zusammenbruch der napoleonischen Administration und deren Ablösung zur Bürgermeisterei Overath im Kreis Mülheim am Rhein gehörte. Für das Jahr 1830 werden für den als Heide bezeichneten Ort 19 Einwohner angegeben. Der 1845 laut der Uebersicht des Regierungs-Bezirks Cöln als Hof kategorisierte Ort besaß zu dieser Zeit vier Wohngebäude mit 31 Einwohnern, alle katholischen Bekenntnisses.
Die Liste Einwohner und Viehstand von 1848, die unter anderem der Steuererhebung diente, zählte in Heide 15 Bewohner, darunter vier Kinder. Sie registrierte Namen und Berufe  der Haushaltungsvorstände. Danach lebten in Heide drei Ackerer mit ihren Familien: Anton Dresbach, der ein Pflegekind aufgenommen hatte und der eine Person Gesinde beschäftigte ( 1 Ochse, 1 Kuh, 1 Rind), ferner Roland Over (1 Rind, 1 Ochse, 2 Kühe, 1 Rind, 1 Kalb, 1 Ziege, zwei Schweine) und Hermann Schiffmann (und Pächter) dem  2 Kühe und  1 Kalb zugerechnet wurde.
Die Gemeinde- und Gutbezirksstatistik der Rheinprovinz führt Heide 1871 mit vier Wohnhäusern und 20 Einwohnern auf. Im Gemeindelexikon für die Provinz Rheinland von 1888 werden für Heide drei Wohnhäuser mit 12 Einwohnern angegeben. 1895 besitzt der Ort drei Wohnhäuser mit 13 Einwohnern, 1905 werden drei Wohnhäuser und 28 Einwohner angegeben.